# Aeroportul Internațional Gobernador Horacio Guzmán
Aeroportul Internațional Gobernador Horacio Guzmán (IATA: JUJ, ICAO: SASJ) este un aeroport din Provincia Jujuy, Argentina ce deservește zona San Salvador de Jujuy. Aeroportul a fost tranzitat în decembrie 2022 de 45.662 de pasageri. A fost numit după Horacio Guzmán⁠(d).
Situat la o altitudine de 920 m, aeroportul dispune de o singură pistă. Este operat de Aeropuertos Argentina⁠(d).